# Benfica (Lisabona)
Benfica este o freguesia (parohie civilă) din Lisabona.